# 趙銘 (景泰進士)
趙銘（1421年—？），字自新，陝西慶陽府安化縣人，民籍，明朝政治人物。
陝西鄉試第三十三名舉人，景泰二年（1451年）中式辛未科會試第一百七十九名，三甲第一百二十一名進士。

## 家族
曾祖趙資政；祖父趙二公；父趙敬。